# Biserica Sfânta Treime din Tiraspol
Biserica „Sfânta Treime” este o biserică catolică, situată pe strada Suvorov nr. 17 din orașul Tiraspol, capitala Unităților administrativ-teritoriale din stînga Nistrului (regiune ce de drept aparține Republicii Moldova).
Biserica urmează ritul romano-catolic, aparține de Eparhia de Chișinău (Dioecesis Chisinauensis), care a fost creată în anul 2001, prin decretul „Sollicitus de spirituali” al papei Ioan Paul al II-lea. Aici slujesc preoți ai Congregației "Sfintei Inimi a lui Isus" (Congregatio Sacratissimi Cordis Iesu).